# Кодиак
 Тази статия е за острова в Тихия океан.  За модела автомобили вижте Шкода Кодиак.  
Кодиак (на английски: Kodiak Island; на руски: Кадьяк, Кодьяк) е остров в северната част на Тихия океан, разположен край южните брегове на щата Аляска, САЩ. Площта му е 9311,24 km, което го прави 2-рия по площ остров на САЩ след Хавай, 80-ия по големина в света и най-големият остров от едноименния архипелаг. Дължината му от север на юг е 160 km, а ширината варира между 16 и 96 km. На северозапад протока Шелихов го отделя от полуостров Аляска, на север протока Куприянов – от остров Афогнак, Распбъри и други по-малки от архипелага, а на протока Ситкинак – от групата малки острови Тринити.

## Брегове, релеф
По-голямата част от бреговете на Кодиак са стръмни, скалисти, силно разчленени от многочислени, дълбоко врязани в сушата фиорди (Виекода, Угатик, Уяк, Кузхияк, Чиниак, Угак, Ситкалидак, алитак и др.) и дъги и тесни полуострови между тях. Релефът му е предимно планински с височина до 1353 m (в южната част). Голяма част от него е покрита с вулканична пепел, с мощност до 6 m, пренесена от полуостров Аляска при грандиозното изригване на вулкана Катмай през 1912 г.

## Климат, води, растителност
Климатът е умерен, влажен с годишна сума на валежите до 1600 mm. На острова има няколко десетки езера, като най-големите са Карлук, Фрейзър и Червено езеро, разположени в югозападния му край. Северната и източната му част са покрити с гъсти гори, а южната е заета предимно от високотревисти пасища.

## Животински свят
Островът е известен и с най-големите кафяви мечки на света – кодиакските, които са самостоятелен подвид. Те не само държат първенството по размер сред мечото царство, но са и най-едрите живи сухоземни хищници.

## Селища, стопанство, историческа справка
През 2015 г. на острова живеят 13 889 души. Главният град на острова също се казва Кодиак с население 6253 души (2015 г.) и е бившата столица на Руска Америка. Други по-големи селища са Уименс Бей (719 души), Олд Харбър (218 души), Порт Лионс (194 души), Ларсен Бей (87 души), Акхиок (71 души), Чиниак (47 души), Карлук (37 души). Всички данни са за 2015 г. Крайбрежните води около острова са богати на риба, като на тази база се извършва промишлен риболов и е развита рибоконсервната промишленост. Остров Кодиак е открит на 5 септември 1763 г. от руския морски лейтенант Степан Глотов (1729 – 1769), който извършва първото му картографиране и изследване. През 1784 г. руския търговец и предприемач Григорий Шелихов полага основите на първото руско селище на острова, днешия град Кодиак.